# Tom Savini
Thomas Vincent Savini (nascut el 3 de novembre de 1946) és un artista del maquillatge protèsic estatunidenc, actor, acrobàtic i director de cinema. És conegut pel seu treball de maquillatge i efectes especials en moltes pel·lícules dirigides per George A. Romero, com ara Martin, El despertar dels zombis, El dia dels morts, Creepshow, i Atracció diabòlica; també va crear els efectes especials i el maquillatge per a molts clàssics de culte com Friday the 13th (parts I i IV), Maníac, The Burning, L'assassí de Rosemary i The Texas Chainsaw Massacre 2 .
Savini va dirigir Night of the Living Dead, el remake de 1990 de la La nit dels morts vivents de Romero de 1968; el seu altre treball de direcció inclou tres episodis del programa de televisió Tales from the Darkside i un segment a The Theatre Bizarre. Com a actor i doble, ha aparegut en pel·lícules com Martin, El despertar dels zombis , Els cavallers de la moto, Obert fins a la matinada, Planet Terror, Machete , Django desencadenat i Machete Kills.

## Primers anys
Savini va néixer el 3 de novembre de 1946 a Pittsburgh, Pensilvània, i és d'origen italià Va ser educat com a catòlic i es va graduar a la Central Catholic High School. Quan era nen, la seva inspiració va ser l'actor Lon Chaney Sr., i Savini atribueix els seus primers desitjos de crear efectes de maquillatge a Chaney i a la pel·lícula L'home de les mil cares.
Experimentant amb qualsevol mitjà que pogués trobar, el jove Savini va practicar la creació d'efectes de maquillatge sobre ell mateix, i després va convèncer els seus amics perquè el deixin practicar el seu ofici amb ells. També va descobrir una altra passió, la interpretació. Combinant les seves aplicacions de maquillatge i vestits casolans, li agradava especialment espantar els seus amics. Savini va assistir a la Point Park University durant tres anys, abans d'allistar-se a l'Exèrcit dels Estats Units. Després de la seva gira per Vietnam, va assistir a la Universitat Carnegie-Mellon, com a primer estudiant de grau a rebre una beca completa en el programa d'actuació i direcció. Va aparèixer en produccions escèniques al llarg de la universitat i va continuar a l'escenari molt després del seu torn de servei a Vietnam.
Savini va servir com a fotògraf de guerra durant la Guerra del Vietnam. En una entrevista de 2002, va dir al Pittsburgh Post: "Quan estava a Vietnam era fotògraf de combat. La meva feina era fotografiar imatges de danys a les màquines i a la gent a través de la meva lent, vaig veure coses horribles per fer-hi front, suposo que vaig intentar pensar-ho com a efectes especials hem de tractar." Va continuar practicant el maquillatge a Vietnam, sovint espantant els camperols indígenes en semblar que es transformava de sobte en un "monstre".
Utilitzant la lent de la seva càmera, Savini es va separar dels horrors de la guerra de la vida real; però, totes les imatges encara li perseguien la ment. Savini va dir que les seves experiències de guerra van influir en el seu eventual estil d'efectes sagnants: "Odiava això quan veia una pel·lícula de guerra i algú mor. Algunes persones moren amb un ull obert i un ull mig tancat, de vegades la gent mor amb un somriure a la cara perquè la mandíbula sempre està fluixa. He incorporat la sensació de les coses que vaig veure a Vietnam al meu treball.."
El 1970, mentre feia servei de guàrdia, es va activar una bengala a la zona de la selva que Savini mirava. En contra del protocol militar, Savini va disparar a la selva sense informar els seus superiors. Altres soldats també van començar a disparar fins que un ànec va sortir del bosc completament il·lès. A causa del seu fracàs per seguir les ordres, Savini va ser tret desprevingut del seu búnquer l'endemà al vespre. Aquell mateix vespre, el búnquer va ser atacat i alguns soldats van resultar ferits o morts. Com a resultat d'aquest incident, Savini es va guanyar el sobrenom de "Duck Slayer" i fins avui no menjarà ànec.
Entre els molts talents que Savini va aconseguir quan era jove hi havia l'art de l'esgrima; ha participat en torneigs i un gimnasta excel·lent. Gran part del seu treball de doble i alguns dels seus personatges reflecteixen aquestes habilitats gràcils; tanmateix, també s'aconsegueix amb un fuet de rodeo i pot executar fàcilment un truc de moto. Molts dels seus personatges han estat motociclistes o bojos que són endurits i estranyament malvats.

## Carrera
Savini és conegut principalment pel seu treball innovador en el camp dels efectes especials de maquillatge, també conegut com a maquillatge prostètic. El seu estil i tècniques característics aporten un realisme viu a les pel·lícules de gènere. A principis de la carrera de Savini, Dick Smith es va convertir en una inspiració i una guia, després es va convertir en un associat del programa d'efectes especials de maquillatge de Savini. Entre altres projectes, Smith és conegut pel seu treball innovador a L'exorcista.
Savini va aconseguir el seu gran avenç treballant amb el cineasta de Pittsburgh George A. Romero, proporcionant un efecte convincent de tallar el canell a les escenes inicials de Martin (1978). L'any següent, treballant amb un pressupost més gran a El despertar dels zombis, Savini va crear la seva paleta distintiva de membres tallats i marques de mossegada. A la pel·lícula slasher de 1980 Divendres 13, Savini va ampliar el seu repertori de sang i fetge. a continuar perfeccionant aquestes tècniques en una altra pel·lícula aquell any, Maníac.
Juntament amb les pel·lícules de 1981 The Burning i L'assassí de Rosemary, Savini es va guanyar el sobrenom de "The Sultan of Splatter". El 1982, va crear efectes de terror més tradicionals a la pel·lícula Creepshow dirigida per George A. Romero i escrita per Stephen King. El 1984, va acceptar treballar a Friday the 13th: The Final Chapter, on va matar la seva creació Jason Voorhees. Tornant al gènere zombi l'any 1985, Savini va ser nominat i va guanyar el Premi Saturn de 1985 als millors efectes de maquillatge pel seu treball a El dia dels morts de Romero. El 1986, Savini va treballar amb el director Tobe Hooper a la pel·lícula The Texas Chainsaw Massacre 2.
Savini també ha treballat en pel·lícules del director italià Dario Argento, primer el 1990 a la pel·lícula Due occhi diabolici i de nou a la pel·lícula de 1993 Trauma. A la pel·lícula de 1991 Heartstopper, va crear efectes especials per al director John A. Russo. Tot i que els darrers anys s'ha centrat més en la seva carrera d'actor, Savini ha continuat actiu amb efectes especials de maquillatge i el 2011 va supervisar els efectes de la pel·lícula australiana Redd Inc.
Com a actor, Savini ha aparegut en moltes de les mateixes pel·lícules per a les quals estava creant efectes. La seva primera aparició va ser un personatge relativament recte i innòcu a Martin el 1978; tanmateix, va interpretar un motorista amenaçador anomenat Blades a la seva següent pel·lícula El despertar dels zombis (1978), un paper que va repetir en forma de zombi amb un cameo a la continuació de la sèrie de 2005, Land of the Dead. A la pel·lícula de 1980 Maníac, el seu breu paper a la pel·lícula el va trobar enfrontant-se a l'escopeta del maniàtic i amb el cap volat en una exhibició espectacular. Savini va tenir un paper més destacat com a motorista i antagonista Morgan, el cavaller negre, a Els cavallers de la moto (1981) de George A. Romero. Continuant amb el tema del motorista, Savini va interpretar al motorista universalment reconegut i lluitador contra vampirs "Sex Machine" a la pel·lícula de 1996 de Quentin Tarantino/Robert Rodriguez Obert fins a la matinada.

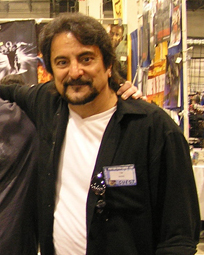
Tom Savini el 2007

El 2007, Savini va tenir un paper a Planet Terror, una de les dues històries de la pel·lícula Grindhouse, dirigida per Robert Rodriguez. Savini interpreta el diputat Tolo, que lluita per salvar la seva ciutat d'una infestació de criatures semblants a zombis. En una altra pel·lícula de Rodríguez, Machete, basat en un tràiler de pel·lícula fals reproduït durant la pel·lícula Grindhouse, Savini va interpretar a Osiris Amanpour, contractat per rastrejar i matar el protagonista Machete. Savini va repetir el seu paper a la seqüela Machete Kills.
Al llarg dels anys, Savini ha aparegut en papers de pel·lícules a partir de cameos com el vampir David Van Etten a Lost Boys: The Tribe; com a xerif al remake de 2004 de Dawn of the Dead; o personatges idiotes com Jesucrist a Zombiegeddon (2003).
El 2006, Savini va interpretar el paper de Prester John, el mític vilà a la onírica Sea of Dust. Aquell any també es va estrenar Forest of the Damned de Johannes Roberts, en què Savini interpretava a un ermità boig envoltat d'àngels llançats des del cel. El 2008, va fer una breu aparició a Zack & Miri Make a Porno com un senyor lladre. També va aparèixer a The Dead Matter, juntament amb Andrew Divoff i Jim O'Rear. Savini va posar la seva pròpia veu a l'episodi "Worst Episode Ever" a Els Simpsons : mentre fa una aparició a Android's Dungeon, Savini interpreta el gag "Gutbuster", cobrint la multitud de "sang i fetge". i en conseqüència humiliant Jeff Albertson. El 2012, Savini va aparèixer com a professor de botiga, el Sr. Callahan, al drama adolescent ambientat a Pittsburgh Els avantatges de ser un marginat, protagonitzada per Logan Lerman. Savini també va aparèixer com un dels rastrejadors a Django desencadenat de Quentin Tarantino. Els projectes futurs inclouen Savini protagonitzant la pel·lícula de zombis nazi The 4th Reich dirigida per Shaun Robert Smith, interpretant el paper de SS-Standartenführer Oskar Dirlewanger.
Com a director de cinema, Savini va dirigir episodis de la sèrie de televisió sindicada Tales from the Darkside, l'esmentat remake en color de 1990 de La nit dels morts vivents; i Housecall, el pilot de la sèrie proposada The Chill Factor, protagonitzada per l'actor de Pittsburgh Bingo O'Malley. El 2011, va dirigir "Wet Dreams", un dels sis segments de la pel·lícula de terror The Theatre Bizarre. El 2009, Savini va anunciar el seu pla per dirigir una nova pel·lícula, Death Island, amb efectes especials de maquillatge del seu antic protegit Greg Nicotero. L'1 de setembre de 2013, Savini va iniciar un projecte de finançament públic a Indiegogo per a Death Island . Els seus plans eren començar a filmar a finals de 2013.
A la novel·la de 2008 Bad Moon Rising de Jonathan Maberry, Savini apareix com una de les celebritats de terror del món real que es troben a la ciutat fictícia de Pine Deep quan els monstres ataquen; altres celebritats sóm James Gunn, Jim O'Rear, Brinke Stevens, Ken Foree, Stephen Susco, Debbie Rochon, Joe Bob Briggs i el blues man Mem Shannon.
Savini també va participar breument en el renaixement de Jerry Lawler el 2010 del programa de televisió de lluita lliure professional Memphis Wrestling. El seu personatge a la pantalla va enviar monstres de pel·lícules de terror (interpretats per lluitadors de l'àrea de Memphis) al programa per venjar-se de Savini, que va culpar a Lawler de la mort de l'amic de Savini Andy Kaufman; el manejador dels monstres era el gerent "Hollywood" Jimmy Blaylock.
El 2012, el cineasta nord-americà Jason Baker va estrenar una biografia de Savini titulada Smoke and Mirrors: The Story of Tom Savini.
Durant una sessió de preguntes i respostes amb els fans, va declarar que la pel·lícula més difícil en la qual ha treballat mai va ser Creepshow perquè era "5 pel·lícules en 1".
L'any 2018, Savini va anunciar a través del seu Instagram que dirigiria una sèrie web de terror, en col·laboració amb altres, inclosa Tina Romero, la filla de George A. Romero. Els estudiants de Savini al Douglas Education Center completaran els efectes especials de la sèrie web. Actualment, la sèrie web està en producció.
El maig de 2019, el cantant i líder de Slipknot Corey Taylor va dir en una entrevista que Tom Savini va treballar per produir i crearà les seves noves màscares per al proper àlbum We Are Not Your Kind i els cicles de gira posteriors. Gairebé a la mateixa època, el lluitador Bray Wyatt es va acostar a Savini per dissenyar la màscara del seu nou personatge "Fiend".

## Educació FX
Savini realitza el Programa d'efectes de maquillatge especials de Tom Savini al Douglas Education Center a Monessen (Pennsilvània). Savini està encantat de dir que també remet ofertes que rep per a projectes d'efectes de maquillatge de pel·lícules als seus estudiants i graduats de la seva escola.
Savini és autor de diversos llibres sobre efectes especials, com ara Grande Illusions I i II (1983, 1994) que detallen la producció i el funcionament mecànic de molts dels seus famosos efectes cinematogràfics. A Horror F/X, una entrevista directa a vídeo de 1989 realitzada pel col·laborador habitual John A. Russo, Savini explica moltes de les seves tècniques d'efectes, il·lustrades per clips de pel·lícules i imatges de vídeo entre bastidors. També s'associa amb altres llibres del gènere terror com Book of the Dead i Horror 101 per als quals va escriure el pròleg. Savini també ha aparegut en públic demostrant els seus efectes, incloses aparicions als anys 80 a Late Night With David Letterman en què va demostrar efectes com "gel de foc" i un tret al cap a Letterman ell mateix.

## Filmografia

### Com a actor
Cinema
| Any  | Pel·lícula                                                     | Paper                                         | Notes                                                              |
| ---- | -------------------------------------------------------------- | --------------------------------------------- | ------------------------------------------------------------------ |
| 1978 | Martin                                                         | Arthur                                        | Primera pel·lícula amb George A. Romero                            |
| 1978 | El despertar dels zombis                                       | 'Blades'                                      | Segona pel·lícula amb George A. Romero                             |
| 1978 | Effects                                                        | Nicky                                         |                                                                    |
| 1980 | Maníac                                                         | Disco Boy                                     |                                                                    |
| 1981 | Els cavallers de la moto                                       | Morgan                                        | Tercera pel·lícula amb George A. Romero                            |
| 1982 | Creepshow                                                      | Garbage Man #2                                | Quarta pel·lícula amb George A. Romero (cameo)                     |
| 1985 | The Ripper                                                     | Jack l’esbudellador                           | Direct-to-video; rodada a Tulsa, Oklahoma                          |
| 1986 | Twisted Sister: Come Out and Play                              | Mestre                                        | Cameo                                                              |
| 1987 | Creepshow 2                                                    | The Creep                                     |                                                                    |
| 1990 | Due occhi diabolici                                            | The Monomaniac (sense acreditar)              | Cinquena pel·lícula amb George A. Romero                           |
| 1992 | Innocent Blood                                                 | Fotògraf del diari                            |                                                                    |
| 1994 | Heartstopper                                                   | Tinent Ron Vargo                              |                                                                    |
| 1995 | The Demolitionist                                              | Roland                                        |                                                                    |
| 1996 | Obert fins a la matinada                                       | 'Sex Machine'                                 |                                                                    |
| 2001 | The Monster Man                                                | Oncle Joe                                     |                                                                    |
| 2001 | Web of Darkness                                                | Rouge                                         |                                                                    |
| 2001 | Children of the Living Dead                                    | Deputy Hughs                                  |                                                                    |
| 2002 | Eyes Are Upon You                                              | Eddie Rao                                     |                                                                    |
| 2002 | Ted Bundy                                                      | Salt Lake City Detective                      |                                                                    |
| 2003 | Blood Bath                                                     | Stranger                                      |                                                                    |
| 2003 | Zombiegeddon                                                   | Jesus Christ                                  | Premi a la trajectòria al Festival de Cinem de Terror de Nova York |
| 2004 | Vicious                                                        | Kane                                          |                                                                    |
| 2004 | Dawn of the Dead                                               | County Sheriff Cahill                         | Remake de El despertar dels zombis                                 |
| 2004 | Death 4 Told                                                   | Man                                           | Cameo                                                              |
| 2004 | Unearthed                                                      | Victor Tonelli                                |                                                                    |
| 2005 | Forest of the Damned                                           | Stephen                                       |                                                                    |
| 2005 | Land of the Dead                                               | Blades (Zombie)                               | Sisena pel·lícula amb George A. Romero                             |
| 2006 | A Dream of Colour in Black and White                           | Caddy                                         |                                                                    |
| 2006 | Beyond the Wall of Sleep                                       | Sheriff                                       |                                                                    |
| 2006 | The Absence of Light                                           | The Higher Power                              |                                                                    |
| 2006 | Going to Pieces: The Rise and Fall of the Slasher Film         | Ell mateix                                    | Documental                                                         |
| 2007 | Grindhouse                                                     | Deputy Tolo                                   | Segment Planet Terror                                              |
| 2007 | Loaded Dice                                                    | El bisbe                                      |                                                                    |
| 2008 | Silent Vengeance                                               | Daniel Phillips                               |                                                                    |
| 2008 | It's My Party and I'll Die If I Want To                        | Uncle Tom                                     |                                                                    |
| 2008 | Lost Boys: The Tribe                                           | David Van Etten                               | Seqüela de The Lost Boys                                           |
| 2008 | Zack and Miri Make a Porno                                     | Jenkins                                       |                                                                    |
| 2008 | Sea of Dust                                                    | Prester John                                  |                                                                    |
| 2009 | Eldorado                                                       |                                               |                                                                    |
| 2010 | The Dead Matter                                                | Sebed                                         |                                                                    |
| 2010 | Machete                                                        | Osiris Amanpour                               |                                                                    |
| 2010 | Horrorween                                                     | Killer                                        |                                                                    |
| 2012 | The Theatre Bizarre                                            | Dr. Maurey                                    |                                                                    |
| 2012 | Django desencadenat                                            | Tracker Chaney                                |                                                                    |
| 2012 | Els avantatges de ser un marginat                              | Mr. Callahan                                  |                                                                    |
| 2013 | Machete Kills                                                  | Osiris Amanpour                               |                                                                    |
| 2013 | The 4th Reich                                                  | SS-Standartenführer Oskar Dirlewanger         |                                                                    |
| 2013 | Crystal Lake Memories: The Complete History of Friday the 13th | Ell mateix – Efectes especials de maquillatge | Documental                                                         |
| 2015 | The Sadist                                                     | The Sadist                                    |                                                                    |
| 2020 | In Search of Darkness: Part II                                 | Ell mateix                                    | Documental                                                         |
| 2024 | Terrifier 3                                                    | TBA                                           | [ 34 ]                                                             |

Televisió
| Any  | Pel·lícula                                      | Paper                      | Notes                                   |
| ---- | ----------------------------------------------- | -------------------------- | --------------------------------------- |
| 1984 | The Boy Who Loved Trolls                        | Motorista                  | Telefilm                                |
| 1996 | Mr. Stitch                                      | Enginyer d’armes químiques | Telefilm                                |
| 2000 | Sheena                                          | Peter Reynolds             | Episodi: "Lost Boy"                     |
| 2001 | The Simpsons                                    | Ell mateix                 | Episodi: "Worst Episodi Ever"           |
| 2004 | The 100 Scariest Movie Moments                  | Ell mateix                 | Documental de televisió, Part 1: 100-81 |
| 2009 | His Name Was Jason: 30 Years of Friday the 13th | Ell mateix - Convidat      | Documental de televisió                 |
| 2010 | Aqua Teen Hunger Force                          | Policia                    | Episodi: "One Hundred"                  |
| 2016 | From Dusk Till Dawn: The Series                 | Burt                       | 7 Episodis                              |
| 2020 | N0S4A2                                          | Old Snake                  | Episodi: "The Night Road"               |
| 2020 | Locke & Key                                     | Locksmith                  |                                         |

Videojoc
| Any  | Videojoc  | Paper        | Notes            |
| ---- | --------- | ------------ | ---------------- |
| 2013 | LocoCycle | Holt Ryebach | Només acció real |

### Com a artista de maquillatge o tècnic d’efectes especials

#### Cinema
| Any  | Pel·lícula                          | Notes                                                                                                  |
| ---- | ----------------------------------- | --- |
| 1974 | Deathdream                          | |
| 1974 | Deranged                            | |
| 1978 | Martin                              | |
| 1978 | El despertar dels zombis            | Nominada: Premis Saturn als millors efectes de maquillatge                                             |
| 1980 | Divendres 13                        | |
| 1980 | Effects                             | |
| 1980 | Maníac                              | |
| 1981 | Eyes of a Stranger                  | |
| 1981 | The Burning                         | |
| 1981 | L'assassí de Rosemary               | Savini de vegades cita el seu gore i els efectes especials com la seva obra més gran de tots els temps |
| 1981 | Els cavallers de la moto            | |
| 1982 | Xiao sheng pa pa                    | |
| 1982 | Creepshow                           | |
| 1982 | Alone in the Dark                   | |
| 1982 | Midnight                            | |
| 1984 | Friday the 13th: The Final Chapter  | Jason Voorhees                                                                                         |
| 1984 | Maria's Lovers                      | |
| 1985 | El dia dels morts                   | Premis Saturn als millors efectes de maquillatge                                                       |
| 1986 | The Texas Chainsaw Massacre 2       | |
| 1987 | Creepshow 2                         | |
| 1988 | Tales from the Darkside             | Episodi "Family Reunion"                                                                               |
| 1988 | Atracció diabòlica                  | |
| 1988 | Red Scorpion                        | |
| 1990 | Due occhi diabolici                 | |
| 1991 | Heartstopper                        | |
| 1991 | Bloodsucking Pharaohs in Pittsburgh | |
| 1993 | Killing Zoe                         | |
| 1993 | Trauma                              | |
| 1993 | H.P. Lovecraft's: Necronomicon      | |
| 1994 | Backstreet Justice                  | |
| 1995 | Ghostwriter                         | Episodi "Attack of the Slime Monster"                                                                  |
| 1996 | Mr. Stitch                          | Telefilm                                                                                               |
| 1997 | Cutting Moments                     | |
| 1999 | Cold Hearts                         | |
| 2001 | Web of Darkness                     | |
| 2002 | Ted Bundy                           | |
| 2011 | Death from Above                    | |
| 2012 | Redd Inc                            | |
| 2022 | The Black Phone                     | Savini va dissenyar la màscara Grabber amb Callosum Studios                                            |
| TBD  | Nightmare City                      | |

Videojoc
| Any  | Videojoc                  | Notes               |
| ---- | ------------------------- | ------------------- |
| 2017 | Friday the 13th: The Game | Savini Jason design |

### Com a director
| Any       | Pel·lícula                | Notes                                                      |
| --------- | ------------------------- | ---------------------------------------------------------- |
| 1984–1988 | Tales from the Darkside   | TV, tres episodis                                          |
| 1990      | La nit dels morts vivents | Remake de la pel·lícula de 1968                            |
| 2004      | Chill Factor: Housecall   |                                                            |
| 2011      | The Theatre Bizarre       | Segment "Wet Dreams"                                       |
| 2019      | Creepshow                 | Episodi 6. Segment "By the Silver Water of Lake Champlain" |
| TBD       | Nightmare City            | Remake de Nightmare City (1980)                            |